# Список правителей Арагона
| Династии Веласкотенес и Галиндес |                              | |
| Галиндо Веласкотенес | Galindo Belascotenes         | Первый из документально засвидетельствованных правителей Арагона (конец VIII века) |
| Галиндо Гарсес | Galindo García               | Граф Арагона (VIII век) |
| Ауреоло | Aureolus                     | Граф Арагона (798/802—809) |
| Аснар I | Aznar I Galíndez             | Граф Арагона (809—820) |
| Гарсия I Злой | García I Galíndez el Malo    | Граф Арагона (820—833) |
| Галиндо Гарсес | Galindo Garcés               | Граф Арагона (833—844) |
| Галиндо I | Galindo I Aznárez            | Граф Арагона (844—867) |
| Аснар II | Aznar II Galíndez            | Граф Арагона (867—893) |
| Галиндо II | Galindo II Aznárez           | Граф Арагона (893—922) |
| Гунтисло | Guntislo Galíndez            | Граф Арагона (923—933) |
| Андрегота | Andregoto Galíndez           | Графиня Арагона (933—943) |
| Династия Хименес |                              | |
| Гарсия II | García Sánchez I             | Граф Арагона (926—970), король Наварры (925—970) |
| Санчо II Абарка | Sancho Garcés II Abarca      | Граф Арагона и король Наварры (970—994) |
| Гарсия III | García Sánchez II el Temblón | Граф Арагона и король Наварры (994—1000) |
| Санчо III Гарсия | Sancho Garcés III el Mayor   | Граф Арагона и король Наварры (1000—1035), граф Кастилии (1029—1035) |
| Королевство Арагон образовалось в 1035 году после смерти Санчо III и раздела его царства между сыновьями.                                               |                              | |
| Арагонская династия |                              | |
| Рамиро I | Ramiro I                     | Король Арагона (1035—1063) |
| Санчо I | Sancho Ramírez               | Король Арагона (1063—1094) и Наварры (1076—1094) |
| Педро I | Pedro I                      | Король Арагона и Наварры (1094—1104) |
| Альфонсо I Воитель | Alfonso I el Batallador      | Король Арагона и Наварры (1104—1134) |
| Рамиро II Монах | Ramiro II el Monje           | Король Арагона (1134—1137) |
| Петронила | Petronila                    | Королева Арагона (1137—1162) |
| В 1150 году Петронила вышла замуж за Рамона Беренгера IV, графа Барселонского. Таким образом была образована новая королевская династия — Барселонская. |                              | |
| Барселонская династия |                              | |
| Альфонсо II Целомудренный | Alfonso II el Casto          | Король Арагона (1164—1196), граф Барселоны (1162—1196) и Прованса (1181—1185) |
| Педро II Католик | Pedro II el Católico         | Король Арагона и граф Барселоны (1196—1213) |
| Хайме I Завоеватель | Jaime I el Conquistador      | Король Арагона и граф Барселоны (1213—1276), король Валенсии (1238—1276) и Майорки (1231—1276), лорд Монпелье (1219—1276) |
| Педро III Великий | Pedro III el Grande          | Король Арагона и граф Барселоны (1276—1285), король Валенсии (1276—1285) и Сицилии (1282—1285) |
| Карл I Безземельный | Charles comte de Valois      | Титулярный король Арагона и Валенсии (1284—1295) |
| Альфонсо III Щедрый | Alfonso III el Liberal       | Король Арагона и Валенсии (1285—1291), граф Барселоны (1285—1291) |
| Хайме II Справедливый | Jaime II el Justo            | Король Арагона и граф Барселоны (1291—1327), король Валенсии (1291—1327) и Сицилии (1285—1296) |
| Альфонсо IV Добрый | Alfonso IV el Benigno        | Король Арагона и Валенсии (1327—1336), граф Барселоны (1327—1336) |
| Педро IV Церемонный | Pedro IV el Ceremonioso      | Король Арагона и Валенсии (1336—1387), граф Барселоны 1336—1387) |
| Хуан I Охотник | Juan I el Cazador            | Король Арагона и Валенсии (1387—1396), граф Барселоны (1387—1396) |
| Мартин I Гуманный | Martín I el Humano           | Король Арагона и граф Барселоны (1396—1410), король Валенсии (1396—1410) и Сицилии (1409—1410) |
| После двух лет междуцарствия и заключения Компромисса в Каспе престол Арагона заняла новая династия — Трастамара.                                       |                              | |
| Династия Трастамара |                              | |
| Фердинанд I Справедливый | Fernando I el de Antequera   | Король Арагона, Валенсии и Сицилии (1412—1416), граф Барселоны (1412—1416) |
| Альфонсо V Великодушный | Alfonso V el Magnánimo       | Король Арагона, Валенсии, Сицилии и Майорки (1416—1458), король Неаполя (1442—1458) и граф Барселоны (1416—1458) |
| Хуан II | Juan II                      | Король Арагона, Валенсии, Сицилии и Неаполя (1458—1479), король Наварры (1425—1479) и граф Барселоны (1458—1479) |
| Фердинанд II Католик | Fernando II el Católico      | Король Арагона, Валенсии, Сицилии и Майорки (1479—1516), Неаполя (1504—1516), Кастилии и Леона (1474—1504) и граф Барселоны (1479—1516) |
| Хуана I Безумная | Juana I la Loca              | Королева Кастилии и Леона (1504—1555), Арагона и Валенсии (1516—1518) |
| В 1518 году произошло объединение королевских династий Кастилии и Арагона.                                                                              |                              | |
| Династия Габсбургов |                              | |
| Карл II | Carlos II                    | Король Арагона, Майорки, Валенсии (1516—1556), Неаполя и Сицилии (1516—1554), Кастилии и Леона (1555—1556), граф Барселоны (1516—1556), граф Артуа, Бургундии, Фландрии, Эно, Намюра, Голландии и Зютфена (1506—1555), герцог Брабанта, Гелдерна, Лимбурга, Лотьера и Люксембурга (1506—1521), эрцгерцог Австрии (1519—1521), герцог Штирии, Каринтии и Крайны (1519—1521), граф Тироля (1519—1521), король Германии (1519—1556), император Священной Римской империи (1530—1556) |
| Филипп I Осторожный | Felipe II el Prudente        | Король Испании (1556—1598), Португалии (1580—1598), Неаполя и Сицилии (1554—1598), герцог Брабанта, Гелдерна, Лимбурга, Лотьера и Люксембурга (1556—1598), граф Артуа, Бургундии, Фландрии, Эно и Намюра (1556—1598), граф Голландии и Зютфена (1556—1581) |
| Филипп II | Felipe III                   | Король Испании, Португалии, Неаполя и Сицилии (1598—1621) |
| Филипп III | Felipe IV                    | Король Испании, Неаполя и Сицилии (1621—1665), король Португалии (1621—1640), герцог Брабанта, Гелдерна, Лимбурга, Лотьера и Люксембурга (1621—1665), граф Бургундии, Фландрии, Эно и Намюра (1621—1665), граф Артуа (1621—1640) |
| Карл III Околдованный | Carlos II El Hechizado       | Король Испании, Неаполя и Сицилии (1665—1700), герцог Брабанта, Гелдерна, Лимбурга, Лотьера и Люксембурга (1665—1700), граф Бургундии, Фландрии, Эно и Намюра (1665—1700), король Арагона (1665—1700) |
| Династия Бурбонов |                              | |
| Филипп IV | Felipe V                     | Король Испании, Неаполя и Сицилии (1700—1746), герцог Брабанта, Гелдерна, Лимбурга, Лотьера и Люксембурга (1700—1746), граф Бургундии, Фландрии, Эно и Намюра (1700—1746), король Арагона (1700—1707) |
| С 1707 года Арагон стал частью Испании. Титул короля Арагона был упразднён.                                                                             |                              | |